# Eoin Dillon
Eoin Dillon (?, ?) is een Iers uilleann pipesspeler, hij speelt ook tin-whistle en low whistle. Hij heeft een opleiding gehad als meubelmaker en later werd hij ook vervaardiger van uilleann pipes. 
Dillon was medeoprichter van de Ierse band Kila. The Third Twin uit 2005 was zijn debuutsolo- album, opgenomen met Proinsis Tate op bouzouki, Desmond Cahalan op gitaar, en Steve Larkin op fiddle en viool. 
Hij toerde met Aoife Ní Fhearraigh in 1995/96, in Zweden met Mala - 1994, met Milkman van 1983 tot 1989. Het zou onmogelijk zijn om alle traditionele muzikanten waar hij mee speelde op te noemen in de duizenden sessies in Ierland.